# Лауниц, Василий Фёдорович
Василий Фёдорович Шмидт фон дер Лауниц (нем. Georg Wilhelm Eduard Schmidt von der Launitz; 1802—1864) — генерал-адъютант, генерал от кавалерии, командующий войсками Харьковского военного округа.

## Биография
Сын евангелически-лютеранского пробста в Гробине, Курляндской губернии, родился в 1802 году; из дворян.
Военную службу начал в 1819 году юнкером в Павлоградском гусарском полку и в том же году произведён в корнеты.
Принимал участие в кампании 1829 года в Турции, находился при осаде Силистрии, в сражении при Кулевче, в деле при Сливно и при взятии Адрианополя, за боевые отличия награждён орденом св. Владимира 4-й степени и переведён в лейб-гвардии Драгунский полк.
С этим полком Лауниц принял участие в усмирении польского мятежа 1831 года, находился в сражениях при Калушине, Минске, Корчине, Вавре и под Гроховым; за Остроленку пожалован золотой саблей с надписью «За храбрость»; находился он также при взятии Варшавы и преследовании мятежников до прусской границы.
Обратив на себя внимание графа Толя, Лауниц был назначен к нему адъютантом, а по переводе в Образцовый кавалерийский полк Лауниц заслужил расположение великого князя Михаила Павловича.
С 1835 по 1844 год Лауниц командовал Одесским уланским полком. На этой должности, строго поддерживая дисциплину и действуя порой даже слишком круто, Лауниц довёл свой полк до блестящего внешнего состояния. 11 декабря 1840 года он за беспорочную выслугу 25 лет в офицерских чинах был награждён орденом св. Георгия 4-й степени (№ 6200 по кавалерскому списку Григоровича — Степанова).
В 1843 году он был произведён в генерал-майоры, в 1844 году назначен начальником штаба 2-го резервного кавалерийского корпуса, в 1848 году — начальником штаба резервной кавалерии. В 1852 году произведён в генерал-лейтенанты, а 9 мая 1857 года назначен командиром Отдельного корпуса внутренней стражи.
Привыкший к строгой муштре, царившей в поселённой кавалерии, Лауниц не мог подтянуть довольно расшатанный корпус внутренней стражи, хотя и принялся за это дело с присущим ему жаром. Ряд разумных мероприятий, предпринятых им, не увенчался успехом, так как зародыш развала внутренней стражи лежал в самой её организации.
В 1861 году Лауниц был произведён в генералы от кавалерии, а 30 августа 1863 года пожалован званием генерал-адъютанта. Весной 1862 года был назначен временным (ярмарочным) генерал-губернатором в Нижний Новгород. Современники крайне негативно оценили его административную деятельность на этом посту.
Как знаток военного хозяйства, Лауниц был привлечён Д. А. Милютиным к работам по преобразованию армии. 10 августа 1864 года Лауниц был назначен командующим войсками Харьковского военного округа, на каковом посту и скончался 26 октября того же года, после падения с лошади во время смотра, из списков исключён 3 ноября.
Суровые требования Лауница создали ему немало врагов из подчинённых. Сам Лауниц сознавался, что в первое время командования им Одесским полком он был вынужден принимать офицеров с заряженными пистолетами на столе. Но начальствующие лица (генерал Д. А. Герштенцвейг, граф Д. Е. Остен-Сакен и Д. А. Милютин) ценили в Лаунице честность, добросовестность, исполнительность и желание внести во всякое дело порядок. По свидетельству его адъютанта, Зеге-фон-Лауренберга, Лауниц был человек умный, образованный, с огромной энергией, силой воли и настойчивостью. Д. А. Милютин писал о нём:

Генерал Лауниц был старый служака, знал во всей тонкости быт войска, но не был рутинистом; нововведения не пугали его. … Это был человек дельный, энергичный и, хотя по летам своим принадлежал к отжившему уже поколению старых служак николаевских времён, тем не менее не чуждался новизны, которую считал полезной для улучшения благоустройства и быта войск. Военное министерство и армия обязаны ему многими полезными нововведениями".
Среди прочих наград Лауниц имел ордена св. Станислава 1-й степени, св. Анны 1-й степени, св. Владимира 2-й степени, Белого орла.
Перу Лауница принадлежат статьи:
- «Из военно-походных записок о кампании 1829 года в Турции» // «Военный сборник», 1874, № 7
- «Штурм Варшавы 25 и 26 августа 1831 года» // «Военный сборник», 1873, № 9
- «О перевозке войск посредством речных буксирных пароходов» // «Военный сборник», 1861

Его сын Михаил Васильевич фон дер Лауниц был генералом от кавалерии, командовал штабом Киевского военного округа и с отличием участвовал в русско-японской войне. Брат Василия Фёдоровича Фёдор был генерал-лейтенантом.